# Crostwick
Crostwick es un pueblo en el condado inglés de Norfolk. El pueblo es parte de la parroquia civil de Horstead with Stanninghall. Crostwick se encuentra a 2,6 millas de Wroxham y a 5,2 millas de Norwich.

## Historia
El nombre de Crostwick es de origen vikingo y deriva del nórdico antiguo para un claro alrededor de una cruz.
En el Domesday Book, Crostwick se enumera como establecimiento de 14 hogares en el hundred de Taverham. En 1086, el pueblo se dividió entre los estados de Ralph de Beaufour y Roger de Poitou.

## Geografía
Crostwick cae dentro del distrito electoral de Broadland y está representado en el Parlamento por Jerome Mayhew MP del Partido Conservador.

## Iglesia de San Pedro
La iglesia parroquial de Crostwick es de origen normando y está dedicada a San Pedro. La iglesia fue remodelada significativamente en el siglo XIX y tiene una pila tallada de la misma época que representa a varios santos. La iglesia también presenta ejemplos de vidrieras de William Wailes en 1853 y luego restauradas en el siglo XX por King & Sons.

## Monumento a la guerra
El monumento a los caídos en la guerra de Crostwick y Beeston se encuentra cerca de North Walsham Road y tiene la forma de una cruz celta de piedra tallada en bruto. El memorial enumera los siguientes nombres caídos de ambos pueblos durante la Primera Guerra Mundial:
- Second-Lieutenant John D. Patteson (1889-1914), 5th Dragoon Guards
- Corporal Walter J. Sandy (1896-1918), 5th Battalion, Machine Gun Corps
- Corporal Robert J. Parfitt (d.1917), 8th Battalion, Suffolk Regiment
- Private Frederick A. Thaxton (1890-1916), 7th Battalion, Royal Norfolk Regiment
- Private Henry J. Holmes (1884-1917), 1/4th Battalion, Northumberland Fusiliers
- James Coffin

Y, lo siguiente para la Segunda Guerra Mundial:
- Suboficial Claude R. Goymer (1903-1940), HMS Patroclus
- Walter E. Dix